# Rubén Héctor di Monte
Rubén Héctor Di Monte (Luján, Argentina, 12 de abril de 1932 – 18 de abril de 2016) foi um prelado da Igreja Católica. Serviu como bispo em duas dioceses católicas da Argentina.

## Biografia
Foi ordenado sacerdote em 5 de dezembro de 1954.
Em 1980, Rubén foi nomeado bispo auxiliar da Diocese de Avellaneda-Lanús.
Em 1986, Di Mont foi elevado a bispo da diocese, onde serviu até o ano de 2000, quando foi nomeado Arcebispo de Mercedes-Luján.
De 2000 a 2007, Di Monti serviu como arcebispo da Arquidiocese de Mercedes-Luján.
Morreu em 18 de abril de 2016 aos 84 anos.